# Coram Deo
Coram Deo («Корам Део»; лат. перед Богом, в присутності Бога) — український метал-гурт з Кременчука, що працював у стилях павер-метал та мелодійний дез-метал. Існував у 2003—2010 роках. Тематикою творчості були Християнство та любов до Бога.

## Історія
Група «Coram Deo» почала своє існування у 2003 році. Стилем групи був обраний павер-метал.

### Початковий склад
- Назаров Григорій — гітара
- Назарова Марія — клавішні, вокал
- Тріхмінов Юрій — гітара
- Наріжной Тарас– ударні

### 2005 рік
У 2005 році був записаний демо-альбом «Втеча в небо». Незабаром після того група змінює стиль на мелодік-дез-метал. Місце вокаліста займає гітарист Григорій Назаров. Незадовго після цього була записана нова пісня «Слався», яка стала початком творчості в новому напрямку.

### 2006 рік
Восени 2006 року до групи приєднується басист Олександр Резніченко. Гурт брав участь у концертах з такими групами, як: «Docile», «Iluminandi», «Holy Blood», «Troada», «Armageddon Metal Church», «Factor 150», «Requital», «Burn», «Auto da Fe», «Flatline», «Artania».

### 2007 рік
З квітня 2007 розпочався запис альбому «Євангеліон». Восени 2007 пісня «Слався» увійшла до збірки «Attention! Part 1», випущеної «PushKin records».

### 2008 рік
У червні 2008 року в групі відбулися зміни. Через стилістичні розбіжності з групи йдуть Юрій Тріхмінов і Олександр Резніченко. Участь у наступних виступах узяли Марія Назарова Марія (клавішні), Тарас Наріжной (ударні), Григорій Назаров (гітара, вокал) і сесійно Андрій Магась (гітара).
У серпні 2008 року «Sullen Records» (США) пропонує «Coram Deo» випустити «Євангеліон». З осені 2008 року Марія Назарова займає місце вокаліста з жіночим екстремальних вокалом. «Євангеліон» вийшов наприкінці осені 2008 року на «Sullen Records» в традиційній для цього лейбла кількості — 250 одиниць.

### 2009 рік
З початку 2009 року Станіслав Говоруха (Hardman) (ех-«Auto da Fe») став сесійним гітаристом. З січня по листопад 2009 року відбувалася запис EP «Смерть померла».

### 2010 рік
Взимку 2010 року до групи приєднується новий гітарист — Сергій Костанян.
У 2010 році через 7 років існування гурт припиняє свою діяльність.

## Дискографія
- Escape to the Heaven (demo) (2005)
- Evangelion (Sullen Records, 2008)
- Death Is Dead (EP) (Soundmass, 2010)